# سيدريك فورد
سيدريك فورد (بالإنجليزية: Cedric Ford)‏ هو مغن مؤلف أمريكي، ولد في 28 سبتمبر 1968 في شيكاغو في الولايات المتحدة.